# 74 (szám)
A 74 (hetvennégy) a 73 és 75 között található természetes szám.

## A szám a matematikában
A tízes számrendszerbeli 74-es a kettes számrendszerben 1001010, a nyolcas számrendszerben 112, a tizenhatos számrendszerben 4A alakban írható fel.
A 74 páros szám, összetett szám, azon belül félprím, kanonikus alakban a 21 · 371 szorzattal, normálalakban a 7,4 · 101 szorzattal írható fel. Négy osztója van a természetes számok halmazán, ezek növekvő sorrendben: 1, 2, 37 és 74.
7 gyufa segítségével éppen 74 különböző (nem izomorf) gyufaszálgráfot lehet összeállítani.
Nontóciens szám.
A 74 három szám valódiosztóösszeg-függvényeként áll elő, ezek a 70, 142 és 73²=5329.
A 74 négyzete 5476, köbe 405 224, négyzetgyöke 8,60233, köbgyöke 4,19834, reciproka 0,013514. A 74 egység sugarú kör kerülete 464,95571 egység, területe 17 203,36137 területegység; a 74 egység sugarú gömb térfogata 1 697 398,322 térfogategység.
A 74 helyen az Euler-függvény helyettesítési értéke 36, a Möbius-függvényé 1, a Mertens-függvényé −3.

## A szám mint sorszám, jelzés
A periódusos rendszer 74. eleme a volfrám.